# Studio Leonardo
Le Studio Leonardo est le studio ouvert par Vittorio Leonardo pour l'assister dans la mise en couleurs des grands titres des éditions Dupuis (de Spirou et Fantasio à Yoko Tsuno en passant par toutes les séries de Raoul Cauvin).
Il est à noter qu'avant de passer en studio, Leonardo a colorisé seul de nombreuses séries.
Il est composé de sa femme Carla, de son fils Jourdan et de collaborateurs occasionnels.

## Séries colorisées
Sont indiquées ici les séries auxquelles le studio a collaboré, cela ne veut pas dire qu'il ait assuré les couleurs de tous les volumes de la série (fait particulièrement notable lors de changements d'éditeurs).

### Chez Dupuis
- Benoît Brisefer, de Peyo, François Walthéry et cie.
- Billy the cat, de Peral et Stephen Desberg (à partir du tome 7).
- Bonaventure, de Mittéï.
- Le Boss, de  Philippe Bercovici et Zidrou.
- Boule et Bill, de Jean Roba.
- Cédric, de Laudec et Raoul Cauvin.
- Le Concombre masqué, de Nikita Mandryka (les deux tomes publiés par Dupuis).
- Les Femmes en blanc, de  Philippe Bercovici et Raoul Cauvin.
- Gaston Lagaffe, d'André Franquin.
- Isabelle, de Will et Yvan Delporte.
- Jeannette Pointu, de Marc Wasterlain.
- Jimmy Tousseul, de Daniel Desorgher et Stephen Desberg.
- La Patrouille des Castors, de Mitacq.
- Les Petits Hommes, de Pierre Seron.
- Pierre Tombal, de Marc Hardy et Raoul Cauvin.
- Le Scrameustache, de Gos et Walt.
- Spirou et Fantasio, au début de la période Tome et Janry.
- Tif et Tondu , de Will et Stephen Desberg.
- Les Tuniques bleues, de Willy Lambil et Raoul Cauvin.
- Yoko Tsuno, de Roger Leloup.

### Autres éditeurs
- 3 Histoires de Schtroumpfs, du Studio Peyo, Le Lombard.
- Avec Charrette, de Bernard Capo et Guy Lehideux, Éditions du Triomphe.
- Avec les cadets de Saumur, de Guillaume Berteloot et Patrick de Gmeline, Éditions du Triomphe.
- Avec Saint Louis, de Christian Goux et Louis-Bernard Koch, Éditions du Triomphe.
- Les Babyfoots, de Pica et Gilbert Bouchard, Bamboo.
- Bernadette de Lourdes, de Jijé, Éditions du Triomphe.
- Les Chasseurs ,  de Lesca et Roger Widenlocher, Éditions Joker.
- Les Collectionneurs, de Frédéric Jannin et Yvan Delporte, Éditions du Miroir.
- Costa, de Charles Jarry, Synopsis.
- Docteur Poche, de Marc Wasterlain, Casterman.
- Drôle de cirque, de Lesca et Roger Widenlocher, Éditions Joker.
- Les nouvelles aventures d'Iznogoud, de Nicolas Tabary et divers scénaristes, IMAV éditions.
- Léo Loden (tomes 5 à 13), de Serge Carrère et  Christophe Arleston, Soleil Productions.
- Le Marsupilami (tomes 1 à 4), de Batem, Yann, Greg et Franquin, Marsu Productions.
- Les Mémoires du Capitaine Moulin-Rouge, de Pierre-Yves Gabrion, Milan.
- Les Petites femmes, de Pierre Seron, Éditions Joker.
- Rantanplan, de divers auteurs d'après Morris, Dargaud.
- Une aventure de Simon Nian, d'Yves Rodier et François Corteggiani, Glénat.
- Kid Lucky (Lucky Productions), première série de Jean Léturgie et de Yann et Didier Conrad